# Чегодаево (Башкортостан)
Чегодаево (баш. Чегодаев) — деревня в Бижбулякском районе Республики Башкортостан Российской Федерации. Входит в состав Сухореченского сельсовета. 

## География

### Географическое положение
Расстояние до:
- районного центра (Бижбуляк): 38 км,
- центра сельсовета (Сухоречка): 6 км,
- ближайшей ж/д станции (Приютово): 22 км.

## Население
| 2002 | 2009 | 2010 |
| ---- | ---- | ---- |
| 8    | ↘0   | →0   |

Согласно переписи 2002 года, преобладающая национальность — русские (100 %).